# خضربية
خضربية أو بكتريا الكبريت الخضراء أو كلوروبيام (بالإنجليزية: Chlorobium)‏ هي جنس من البكتيريا، سلبية الغرام، تتبع الخضربيات.